# Witold Mrozek
Witold Mrozek (ur. 8 maja 1986 w Bytomiu) – polski krytyk teatralny, dziennikarz i publicysta.

## Życiorys
Studiował na Międzywydziałowych Indywidualnych Studiach Humanistycznych Uniwersytetu Jagiellońskiego w Krakowie i w Instytucie Kulturoznawstwa Uniwersytetu SWPS. W 2012 r. współpracował z "Przekrojem", kierowanym wtedy przez Romana Kurkiewicza. Od 2012 dziennikarz kulturalny "Gazety Wyborczej", gdzie pisze przede wszystkim o teatrze i o polityce kulturalnej. Od 2010 r. współpracuje też z Dwutygodnikiem. Na łamach stołecznej "Wyborczej" prowadził cykl "Sceny warszawskie", w Dwutygodniku – serię "Zwroty", na temat instytucjonalnych i ekonomicznych uwikłań teatru.
Związany z lewicą. Od 2009 r. członek zespołu Krytyki Politycznej. W roku 2014 był członkiem zarządu krajowego Partii Zieloni, wcześniej należał także do stowarzyszenia "Młodzi Socjaliści". Współpracował z krakowskim lokalnym komitetem wyborczym Kraków Przeciw Igrzyskom.

## Ważniejsze publikacje
Jest autorem szeregu recenzji, esejów i wywiadów, a także antologii tekstów o współczesnej choreografii "Nowy taniec. Rewolucje ciała".

## Życie prywatne
Syn Marka Mrozka specjalisty od zakażeń szpitalnych, sterylizacji, zagrożeń epidemiologicznych, który zmarł na COVID-19 w 2020 r..

## Wywiady
- "Skandalista Oliver Frljić" – z chorwackim reżyserem Oliverem Frljićem – "Gazeta Wyborcza", 17 lutego 2017 r.
- "Krytycy, nie zabijajcie matek" – z aktorem i reżyserem Andrzejem Sewerynem – "Gazeta Wyborcza", 8 kwietnia 2016 r.
- "Nie lubię siebie oglądać" – z aktorką Sandrą Korzeniak – "Gazeta Wyborcza", 30 października 2015 r.
- "Nie chciałam, by stała się pomnikiem" – z Julitą Wójcik, autorką "Tęczy" na warszawskim pl. Zbawiciela – "Gazeta Wyborcza, 21 sierpnia 2015 r.
- "Pani prezydent z burdelu" – z aktorką Agnieszką Przepiórską z kabaretu Pożar w Burdelu – "Gazeta Wyborcza", 10 lipca 2015 r.
- "Egzorcyzmowanie legendy" – z reżyserką Weroniką Szczawińską – Dwutygodnik, nr 130.

Szkice:
- "Epoka Klaty" – o dyrekcji Jana Klaty w Narodowym Starym Teatrze w Krakowie – "Gazeta Wyborcza", 19 maja 2017.
- "Teatr na bogato" – o zarobkach w teatrze – Dwutygodnik, nr 185.
- "AAAaktor do wzięcia" – o sytuacji zawodowej młodych aktorów – Dwutygodnik, nr 186.
- "Tęcza Marciniak" – o skandalu wokół "Śmierci i dziewczyny" w reż. Eweliny Marciniak w Teatrze Polskim we Wrocławiu – Dwutygodnik, nr 173.

Recenzje:
- "Teatr powiesił papieża" – o "Klątwie" Olivera Frljića w Teatrze Powszechnym w Warszawie – "Gazeta Wyborcza", 20 lutego 2017.
- "Hamlet totalny" – O "Hamlecie" Williama Szekspira w reż. Krzysztofa Garbaczewskiego w Narodowym Starym Teatrze w Krakowie – "Gazeta Wyborcza", 18 czerwca 2015.
- "Bernhard znaczy triumf" – o "Wycince" Thomasa Bernharda w reż. Krystiana Lupy w Teatrze Polskim we Wrocławiu – "Gazeta Wyborcza", 27 października 2014.
- "Aktor" – o "Aktorze" Cypriana Kamila Norwida w reż. Michała Zadary w Teatrze Narodowym w Warszawie – Dwutygodnik, 02/2012.
- "Czy można znieść pańszczyznę" – o "W imię Jakuba S." Moniki Strzępki i Pawła Demirskiego w Teatrze Dramatycznym w Warszawie – e-teatr.pl, 14 grudnia 2011.
- "W roli inteligenta" – o "Emigrantach" Sławomira Mrożka w reż. Wiktora Rubina w Teatrze Łaźnia Nowa w Krakowie, krytykapolityczna.pl, 8 czerwca 2011.